# Баонине (Равно)
Баонине је насељено место у општини Равно која административно припада Херцеговачко-неретванском кантону, Федерација БиХ, Босна и Херцеговина. Баонине је подељено међуентитетском линијом између града Требиња и општине Равно. Према попису становништва из 2013. у насељу није било становника.

## Становништво
У насељу је према попису становништва из 1991. године живело 6 становника, а насеље је било у потпуности настањено Србима. Према попису из 2013. године насеље је без становника.
| Националност | 2013. | 1991.    | 1981.     | 1971.     |
| Срби         | —     | 6 (100%) | 14 (100%) | 18 (100%) |
| Укупно       | 0     | 6        | 14        | 18        |